# رافي إيتان
رفائيل إيتان (بالعبرية:  רפי איתן)‏ (23 نوفمبر 1926 - 23 مارس 2019 ) سياسي ورجل أعمال وضابط مخابرات إسرائيلي، وكان قائدًا لحزب غيل، كما شغل منصب وزير شؤون المتقاعدين. كان مسؤولًا عن عملية الموساد التي أدت إلى القبض على أدولف أيخمان. شغل منصب مُستشار في الإرهاب لرئيس وزراء إسرائيل مناحم بيجن، وفي عام 1981 عُينَ رئيسًا مكتب العلاقات العلمية (ليكيم)، ثم في الاستخبارات مع الموساد وشعبة الاستخبارات العسكرية الإسرائيلية والشاباك. يعتبر رفائيل مسؤولًا عن استقالة جوناثان بولارد وحل المكتب، وكان رفائيل يخضع لمذكرة اعتقال صادرة عن مكتب التحقيقات الفيدرالي الأمريكي. منذ عام 1985 حتى عام 1993، كان رفائيل رئيسًا لشركة الكيماويات الحكومية، والتي تم توسيعها تحت قيادته. بعد عام 1993، أصبح رجلَ أعمال، حيثُ أصبح معروفًا لمشاريعه العديدة في الزراعة والبناء واسعة النطاق في كوبا.